# Градище (Кутєво)
45°24′ пн. ш. 17°56′ сх. д. / 45.40° пн. ш. 17.94° сх. д.
Градище (хорв. Gradište) — населений пункт у Хорватії, у Пожезько-Славонській жупанії у складі міста Кутєво.

## Населення
Населення за даними перепису 2011 року становило 152 осіб.
Динаміка чисельності населення поселення:

## Клімат
Середня річна температура становить 10,90 °C, середня максимальна – 25,04 °C, а середня мінімальна – -5,78 °C. Середня річна кількість опадів – 773 мм.
| Клімат поселення                              | Клімат поселення | Клімат поселення | Клімат поселення | Клімат поселення | Клімат поселення | Клімат поселення | Клімат поселення | Клімат поселення | Клімат поселення | Клімат поселення | Клімат поселення | Клімат поселення | Клімат поселення |
| Показник                                      | Січ.             | Лют.             | Бер.             | Квіт.            | Трав.            | Черв.            | Лип.             | Серп.            | Вер.             | Жовт.            | Лист.            | Груд.            |                  |
| Середній максимум, °C                         | 6,12             | 7,98             | 12,45            | 16,93            | 22,13            | 25,04            | 24,80            | 24,23            | 20,06            | 14,79            | 9,09             | 5,07             |                  |
| Середня температура, °C                       | 0,17             | 2,03             | 6,50             | 10,98            | 16,18            | 19,12            | 21,10            | 20,52            | 16,36            | 11,10            | 5,39             | 1,36             |                  |
| Середній мінімум, °C                          | −5,78            | −3,9             | 0,54             | 5,03             | 10,22            | 13,16            | 17,40            | 16,82            | 12,66            | 7,39             | 1,67             | −2,34            |                  |
| Норма опадів, мм                              | 48               | 47               | 46               | 59               | 74               | 98               | 69               | 68               | 57               | 68               | 77               | 62               |                  |
| Середньомісячна швидкість вітру, м/с          | 2.06             | 2.34             | 2.62             | 2.53             | 2.25             | 2.08             | 2.02             | 1.86             | 1.86             | 1.94             | 2.05             | 2.14             |                  |
| Середньомісячна сонячна радіація, кДж/м²·день | 4277             | 6981             | 10877            | 15220            | 19092            | 21217            | 22112            | 20031            | 14897            | 9209             | 4854             | 3593             |                  |
| --------------------------------------------- | ---------------- | ---------------- | ---------------- | ---------------- | ---------------- | ---------------- | ---------------- | ---------------- | ---------------- | ---------------- | ---------------- | ---------------- | ---------------- |
| Джерело:                                      |                  |                  |                  |                  |                  |                  |                  |                  |                  |                  |                  |                  |                  |